# Bettadahalli, Tarikere
Bettadahalli là một làng thuộc tehsil Tarikere, huyện Chikmagalur, bang Karnataka, Ấn Độ.